# جون كولينز (سياسي أمريكي)
جون كولينز (بالإنجليزية: John Collins)‏ هو سياسي أمريكي، ولد في 8 يونيو 1717 في نيوبورت في الولايات المتحدة، وتوفي بنفس المكان في 8 مارس 1795. انتخب حاكم رود آيلاند ‏ (3 مايو 1786 – 5 مايو 1790).